# 亚历山大·布洛克什
亚历山大·布洛克什（Alexander Blockx，2005年4月8日—），比利时男子网球运动员。2023年澳大利亚网球公开赛青少年男子单打冠军和男子双打亚军得主。

## 早期生活和背景
布洛克什来自比利时安特卫普。 他从小就在比利时的森林山网球学院（Forest Hills tennis academy）接受菲利普·卡西耶（Philippe Cassiers）的训练。

## 职业生涯

### 2022
布洛克什在2022年分别进入到2022年温布尔登网球锦标赛和2022年美国网球公开赛青少年组的第三轮和八强。在美网之后，布洛克什收到比利时戴维斯杯代表队队长约翰·范赫克的邀请与职业选手一起进行戴维斯杯的训练。之后布洛克什收到了在安特卫普进行的2022年欧洲公开赛资格赛的外卡，这是他首次参加ATP巡回赛赛事。同时他也收到了该赛事的双打外卡，他与鲁宾·贝蒙尔曼斯搭档，这也是贝蒙尔曼斯职业生涯最后一场比赛。

### 2023
布洛克什在2023年澳大利亚网球公开赛的青少年男子单打和男子双打比赛中都进入了决赛，最终他击败了勒纳·田获得了青少年男子单打冠军，他和巴西选手若昂·丰塞卡合作输给勒纳·田和库珀·威廉姆斯的美国男子组合获得男子双打亚军。在布洛克斯之前，上一个赢得青少年大满贯的比利时男子选手是2012年法国网球公开赛的基默·科佩扬斯。此前，还没有比利时男子选手在墨尔本赢得过青少年男单冠军。

## 青少年大满贯决赛

### 单打：1（冠军）
| 结果 | 日期      | 巡回赛             | 场地 | 对手    | 比分                |
| ---- | --------- | ------------------ | ---- | ------- | ------------------- |
| 胜   | 2023年1月 | 澳大利亚网球公开赛 | 硬地 | 勒纳·田 | 6–1, 2–6, 7–6(11–9) |

### 双打：1（亚军）
| 结果 | 日期      | 巡回赛             | 场地 | 搭档        | 对手                  | 比分     |
| ---- | --------- | ------------------ | ---- | ----------- | --------------------- | -------- |
| 负   | 2023年1月 | 澳大利亚网球公开赛 | 硬地 | 若昂·丰塞卡 | 勒纳·田 库珀·威廉姆斯 | 4–6, 4–6 |